# آلاکن
آلاکن (به اسپانیایی: Alacón) یک شهرستان در اسپانیا است که در استان تروئل واقع شده‌است.

## خصوصیات
آلاکن ۴۷ کیلومترمربع مساحت و ۴۲۸ نفر جمعیت دارد.